# Cassola
Cassola é uma comuna italiana da região do Vêneto, província de Vicenza, com cerca de 13.016 habitantes. Estende-se por uma área de 12,72 km², tendo uma densidade populacional de 1023,27 hab/km². Faz fronteira com Bassano del Grappa, Loria (TV), Mussolente, Romano d'Ezzelino, Rosà, Rossano Veneto.

## Demografia
| Variação demográfica do município entre 1861 e 2011                               |
|                                                                                   |
| Fonte: Istituto Nazionale di Statistica (ISTAT) - Elaboração gráfica da Wikipedia |